# Silicio-germanio
El SiGe o silicio-germanio, es una aleación con cualquier proporción molar de silicio y germanio, es decir, con una fórmula molecular de la forma Si1-xGex. Se utiliza habitualmente como material semiconductor en circuitos integrados (CI) para transistores bipolares de heterounión o como capa inductora de tensión para transistores CMOS. IBM introdujo esta tecnología en la fabricación general en 1989. Esta tecnología relativamente nueva ofrece oportunidades en el diseño y la fabricación de circuitos integrados de señal mixta y circuitos analógicos. El SiGe también se utiliza como material termoeléctrico para aplicaciones de alta temperatura (>700 K).

## Producción
El uso del silicio-germanio como semiconductor fue impulsado por Bernie Meyerson. El reto que había retrasado su realización durante décadas era que los átomos de germanio son aproximadamente un 4% más grandes que los de silicio. A las altas temperaturas a las que se fabricaban los transistores de silicio, la tensión inducida por la adición de estos átomos más grandes al silicio cristalino producía un gran número de defectos, lo que impedía que el material resultante fuera útil. Meyerson y sus colaboradores descubrieron que el requisito que se creía entonces de procesar a alta temperatura era erróneo, ya que permitía el crecimiento del SiGe a temperaturas suficientemente bajas como para que, a efectos prácticos, no se formaran defectos. Una vez resuelto este obstáculo básico, se demostró que los materiales de SiGe resultantes podían utilizarse en electrónica de alto rendimiento utilizando herramientas convencionales de procesamiento de silicio de bajo coste. Y lo que es más importante, el rendimiento de los transistores resultantes superó con creces lo que entonces se pensaba que era el límite de los dispositivos de silicio fabricados tradicionalmente, lo que permitió una nueva generación de tecnologías inalámbricas comerciales de bajo coste como WiFi. Los procesos SiGe alcanzan costes similares a los de la fabricación de CMOS de silicio y son inferiores a los de otras tecnologías de heterounión como el arseniuro de galio. Recientemente, se han examinado los precursores de organogermanio (por ejemplo, isobutilgermano, tricloruros de alquilgermanio y tricloruro de dimetilaminogermanio) como alternativas líquidas menos peligrosas al germano para la deposición MOVPE de películas que contienen Ge, como el Ge de alta pureza, el SiGe y el silicio tenso.
Varias empresas de tecnología de semiconductores ofrecen servicios de fundición de SiGe. AMD reveló un desarrollo conjunto con IBM para una tecnología de silicio tensado SiGe, orientada al proceso de 65 nm. TSMC también vende capacidad de fabricación de SiGe.
En julio de 2015, IBM anunció que había creado muestras de trabajo de transistores utilizando un proceso de silicio-germanio de 7 nm, prometiendo cuadruplicar la cantidad de transistores en comparación con un proceso contemporáneo.

## Transistores de SiGe
El SiGe permite integrar la lógica CMOS con transistores bipolares de heterounión, lo que lo hace adecuado para circuitos integrados de señal mixta. Los transistores bipolares de heterounión tienen mayor ganancia directa y menor ganancia inversa que los transistores bipolares de homojunción tradicionales. Esto se traduce en un mejor rendimiento a baja corriente y alta frecuencia. Al tratarse de una tecnología de heterounión con un intervalo de banda ajustable, el SiGe ofrece la oportunidad de un ajuste más flexible del intervalo de banda que la tecnología de sólo silicio.
Silicio-germanio sobre aislante (SGOI) es una tecnología análoga a la de silicio sobre aislante (SOI) empleada actualmente en los chips informáticos. La SGOI aumenta la velocidad de los transistores de los microchips al tensar la red cristalina bajo la puerta del transistor MOS, lo que mejora la movilidad de los electrones y aumenta las corrientes de accionamiento. Los MOSFET de SiGe también pueden proporcionar menores fugas de unión debido al menor valor de banda prohibida del SiGe. Sin embargo, un problema importante de los MOSFET de SGOI es la incapacidad de formar óxidos estables con silicio-germanio utilizando el procesamiento de oxidación de silicio estándar. 

## Aplicación termoeléctrica
En las naves espaciales Voyager 1 y 2 se utilizó un dispositivo termoeléctrico de silicio-germanio MHW-RTG3. También se utilizaron dispositivos termoeléctricos de silicio-germanio en otros MHW-RTG y GPHS-RTG a bordo de Cassini, Galileo, Ulysses.

## Emisión de luz
Controlando la composición de una aleación hexagonal de SiGe, investigadores de la Universidad Tecnológica de Eindhoven desarrollaron un material que puede emitir luz. En combinación con sus propiedades electrónicas, esto abre la posibilidad de producir un láser integrado en un único chip para permitir la transferencia de datos utilizando luz en lugar de corriente eléctrica, acelerando la transferencia de datos y reduciendo al mismo tiempo el consumo de energía y la necesidad de sistemas de refrigeración. El equipo internacional, cuyos autores principales son Elham Fadaly, Alain Dijkstra y Erik Bakkers, de la Universidad Tecnológica de Eindhoven (Países Bajos), y Jens Renè Suckert, de la Friedrich-Schiller-Universität Jena (Alemania), ha sido galardonado por la revista Physics World con el premio al avance del año 2020.

## Otras lecturas
- John D. Cressler (2007). Circuits and Applications Using Silicon Heterostructure Devices. CRC Press. ISBN 978-1-4200-6695-1.
- Raminderpal Singh; Modest M. Oprysko; David Harame (2004). Silicon Germanium: Technology, Modeling, and Design. IEEE Press / John Wiley & Sons. ISBN 978-0-471-66091-0.